# SN 2213-1745
SN 2213-1745 — чрезвычайно удалённая гиперновая, которая наблюдалась в период с ноября 2004 года по июнь 2005 года и была обнаружена на телескопе Канада-Франция-Гавайи, а затем исследователи использовали 10-метровый телескоп Кек I с обсерватории Кека на Гавайях. Её максимальная абсолютная величина ультрафиолетового излучения достигла -21,2, что было сопоставимо с полной абсолютной величиной её родительской галактики. Расстояние (красное смещение) до этой сверхновой z = 2.0458 ± 0.0005 делает её одной из самых удалённых сверхновых, наблюдаемой по состоянию на 2012 год. Такое красное смещение говорит о том, что взрыв произошёл 10,4 миллиарда лет назад. Светимость SN 2213-1745 медленно (ниже, чем обычно при взрывах сверхновых звёзд) менялась в течение нескольких лет, поскольку её следы всё ещё обнаруживались в ноябре 2006 года. Светимость и медленный её спад указывают на то, что предшественницей сверхновой была звезда с начальной массой до 250 солнечных масс. Сама сверхновая была, вероятно, парно-нестабильной, подобной событию SN 2007bi, с которым она имеет много общего.